# Белла, Ондрей Милослав
Ондрей Милослав Белла (словац. Ondrej Miloslav Bella; 8 мая  1851, Липтовски-Микулаш , Венгерское королевство , Австрийская империя - 12 октября 1903, Краков , Австро-Венгрия) – словацкий поэт и переводчик, евангелический священник.
Брат поэта Петера Беллы.

## Биография
После окончания гимназии в Пеште в 1870-1874 годах изучал богословие в университетах Вены, Эрлангена и Лейпцига.
С 1874 г. служил  евангелическим капелланом в Буде, с 1876 г. – учитель и капеллан Словацкой евангелической церкви в Пеште, с 1880 года военный капеллан в Граце.
Позже служил в Праге , В городах Австрии, Чехии, Моравии. В 1890 году поселился в Кракове .

## Творчество
Дебютировал как поэт ещё в гимназии. Публиковал стихи в журналах, альманахах и календарях: Sokol, Orol, Tatran , но чаще всего в журнале «Slovenské pohľady» , позже в «Деннице» и других.
Творил в период литературного реализма и, как и большинство поэтов, сформировавшихся в атмосфере 1870-х годов , склонялся вместе со своим старшим братом Петером к поэтической технике народной песни.
Опирался на ритм, мелодичность и выразительную насыщенность народных песен, о чем свидетельствуют его баллады, любовные стихи, песни, думы и стихи на темы природы и патриотические мотивы.
Переводил поэзию с русского, украинского, польского, словенского, английского , немецкого и венгерского языков.
Под влиянием украинской народной думы и стихотворения Тараса Шевченко «У той Катерины» написал в 1877 году эпическую поэму «Анна Даниловна», по сюжету очень близкую к упомянутому стихотворению Т. Шевченко. Поэма была опубликована в журнале «Словацкие взгляды» (1922).

## Избранные публикации
- Piesne Ondreja Bellu, 1880
- Výber z básní, 1923